# Student Aid
Student Aid was een Vlaamse studentenvereniging, ontstaan aan de universiteit van Leuven in 1986. Geïnspireerd door het succes van Band Aid van Bob Geldof, wilden de studenten evenementen organiseren in verband met ontwikkelingssamenwerking. In december 1986 hebben een talkshow en een grote 'happening' de aandacht getrokken. De inkomsten van deze activiteiten werden aan de Vredeseilanden gegeven.  
In 1987 breidden de activiteiten zich uit naar andere Vlaamse universiteiten (Antwerpen, Brussel, Gent, Diepenbeek en Kortrijk). Vanaf dit moment kwam Student Aid naar buiten als een organisatie die de studenten bewust wilde maken omtrent de problemen van de derde wereld, dit zowel op een serieuze als op een ludieke manier. Het meest belangrijke doel bleef nog altijd het informeren en het enthousiasme op te wekken voor de internationale samenwerking. Bepaalde activiteiten hebben vijandige reacties opgewekt, zoals onder meer het proberen te breken van het wereldrecord bierkistjes stapelen en de bier'keten' in Hasselt. 
In de loop van de jaren bleek de organisatie haar evenwicht te moeten vinden tussen fondsen inzamelen en sensibilisering. Ook Student Aid werd geconfronteerd met fundamentele vragen over de ontwikkelingshulp: reflecties over de zin van dergelijke projecten en het boek van Dirk Barrez "Het orkest van de Titanic". Dit boek stelt zich de vraag over de effectiviteit en de noodzakelijkheid van ontwikkelingshulp en vormen van financiering die meer autonomie verlenen aan het Zuiden. In 1996 hebben de studenten van Louvain-la-Neuve een Franse variant gecreëerd om de activiteiten ook langs Waalse kant uit te breiden.
Vanaf 2000 besloot Student Aid een andere koers te varen. De grote ngo's werden immers die laatste jaren een stuk professioneler en daarom legde Student Aid de nadruk niet langer op fondsenwerving. De focus werd gelegd op sensibilisering via thema-cafés, filmfestivals, ludieke acties en debatavonden.
Op 3 juni 2006 werd Student Aid ontbonden. Het bleek niet langer mogelijk om voldoende studenten te mobiliseren om een jaarwerking te organiseren.